# Сатя
Санскритската дума Сатя се превежда приблизително като истина или вярно, правилно. Сатя е още определяна на санскрит, като „сате хитам сатям“, което се превежда като „Всичко, което те доближава до сат (т.е. могъщия Бог) е сатя (т.е. същинската истина)“.
Има различни интерпретации на значението на Сатя, но най-разпространеното от тях е „Истина, която е равна на любовта“, тази концепция за истина е не просто синонимна на факт или истинност и коректност, но има по-висок метафизичен смисъл.
|  | Тази страница частично или изцяло представлява превод на страницата Satya в Уикипедия на английски. Оригиналният текст, както и този превод, са защитени от Лиценза „Криейтив Комънс – Признание – Споделяне на споделеното“, а за съдържание, създадено преди юни 2009 година – от Лиценза за свободна документация на ГНУ. Прегледайте историята на редакциите на оригиналната страница, както и на преводната страница, за да видите списъка на съавторите. ВАЖНО: Този шаблон се отнася единствено до авторските права върху съдържанието на статията. Добавянето му не отменя изискването да се посочват конкретни източници на твърденията, които да бъдат благонадеждни. |